# 武田信澄
武田 信澄（たけだ のぶずみ、永禄3年（1560年） - 天正4年（1576年））は、戦国時代の武将。平太郎。

## 生涯
永禄3年（1560年）、甲斐武田氏の武将・武田信廉の嫡男として生まれる。武田信玄や武田信繁の甥。
詳細な事歴は不明。天正4年（1576年）に死去したとされる。享年17。